# Temnothorax
Temnothorax is een geslacht van mieren uit de onderfamilie van de Myrmicinae.

## Soorten
Deze lijst van 348 stuks is mogelijk niet compleet.
- T. abeli (Fontenla Rizo, 1998)
- T. adustus (Mackay, 2000)
- T. affinis

Boomslankmier (Mayr, 1855)
- T. alayoi (Baroni Urbani, 1978)
- T. alayorum (Fontenla Rizo, 1993)
- T. albipennis

Stengelslankmier (Curtis, 1854)
- T. albispinus (Wheeler, W.M., 1908)
- T. algiricus (Forel, 1894)
- T. alienus Schulz, Heinze & Pusch, 2007
- T. alinae (Radchenko, 1994)
- T. alpinus (Ruzsky, 1902)
- T. allardycei (Mann, 1920)
- T. ambiguus (Emery, 1895)
- T. anacanthus (Santschi, 1912)
- T. andersoni (Mackay, 2000)
- T. andrei (Emery, 1895)
- T. androsanus (Wheeler, W.M., 1905)
- T. angulohumerus Zhou, Huang, Yu & Liu, 2010
- T. angustulus (Nylander, 1856)
- T. anira (Terayama & Onoyama, 1999)
- T. annexus (Baroni Urbani, 1978)
- T. annibalis (Santschi, 1909)
- T. anodonta (Arnoldi, 1977)
- T. anodontoides (Dlussky & Zabelin, 1985)
- T. antera (Terayama & Onoyama, 1999)
- T. antigoni (Forel, 1911)
- T. arcanus (Kutter, 1973)
- T. archangelskiji (Kuznetsov-Ugamsky, 1926)
- T. arenarius (Santschi, 1908)
- T. argentipes (Wheeler, W.M., 1928)
- T. arimensis (Azuma, 1977)
- T. arpini (Tarbinsky, 1976)
- T. artvinensis Seifert, 2006
- T. atlantis (Santschi, 1911)
- T. atomus (Cagniant & Espadaler, 1997)
- T. augusti (Baroni Urbani, 1978)
- T. auresianus (Santschi, 1929)
- T. aveli (Bondroit, 1918)
- T. aztecus (Wheeler, W.M., 1931)
- T. baeticus (Emery, 1924)
- T. banao (Fontenla Rizo, 1998)
- T. barbouri (Aguayo, 1931)
- T. barroi (Aguayo, 1931)
- T. barryi (Cagniant, 1967)
- T. basara (Terayama & Onoyama, 1999)
- T. bermudezi (Wheeler, W.M., 1931)
- T. bestelmeyeri (Mackay, 2000)
- T. bicolor (Mackay, 2000)
- T. bikara (Terayama & Onoyama, 1999)
- T. bimbache Espadaler, 2007
- T. blascoi (Espadaler, 1997)
- T. bradleyi (Wheeler, W.M., 1913)
- T. brauneri (Ruzsky, 1905)
- T. brevispinosus (Mackay, 2000)
- T. brevispinus (Chang & He, 2001)
- T. bristoli (Mackay, 2000)
- T. bruneri (Mann, 1924)
- T. brunneus (Cagniant, 1985)
- T. bucheti (Santschi, 1909)
- T. bugnioni (Forel, 1894)
- T. bulgaricus (Forel, 1892)
- T. cabrerae (Forel, 1893)
- T. caesari (Espadaler, 1997)
- T. cagnianti (Tinaut, 1983)
- T. canescens (Santschi, 1908)
- T. carinatus (Cole, 1957)
- T. cenatus (Bolton, 1982)
- T. ciferrii (Menozzi & Russo, 1930)
- T. clypeatus (Mayr, 1853)
- T. cokendolpheri (Mackay, 2000)
- T. coleenae (Mackay, 2000)
- T. confucii (Forel, 1912)
- T. congruus (Smith, F., 1874)
- T. convexus (Forel, 1894)
- T. cornibrevis (Collingwood, 1961)
- T. corticalis (Schenck, 1852)
- T. crassispinus (Karavaiev, 1926)
- T. creightoni (Mann, 1929)
- T. creolus (Baroni Urbani, 1978)
- T. crepuscularis (Tinaut, 1994)
- T. cristinae (Espadaler, 1997)
- T. cuneinodis Radchenko, 2004
- T. curtulus (Santschi, 1929)
- T. curvispinosus (Mayr, 1866)
- T. cuyagueteje (Fontenla Rizo, 1998)
- T. chandleri (Mackay, 2000)
- T. darlingtoni (Wheeler, W.M., 1937)
- T. delaparti (Forel, 1890)
- T. desertorum Dlussky & Soyunov, 1988
- T. desioi (Menozzi, 1939)
- T. dessyi (Menozzi, 1936)
- T. discoloratus (Arnoldi, 1977)
- T. dissimilis (Aguayo, 1932)
- T. ditifet (Espadaler, 1997)
- T. duloticus (Wesson, L.G., 1937)
- T. eburneipes (Wheeler, W.M., 1927)
- T. emmae (Mackay, 2000)
- T. exilis (Emery, 1869)
- T. finzii (Menozzi, 1925)
- T. flavicornis (Emery, 1870)
- T. flavidulus (Wheeler, W.M. & Mann, 1914)
- T. flavispinus (André, 1883)
- T. foreli (Santschi, 1907)
- T. formosus (Santschi, 1909)
- T. fragosus (Mackay & Buschinger, 2002)
- T. fuentei (Santschi, 1919)
- T. fultonii (Forel, 1902)
- T. fumosus (Ruzsky, 1923)
- T. furunculus (Wheeler, W.M., 1909)
- T. fuscatus (Mann, 1920)
- T. gaetulus (Santschi, 1923)
- T. gallae (Smith, M.R., 1949)
- T. gibbifer (Baroni Urbani, 1978)
- T. goniops (Baroni Urbani, 1978)
- T. gracilicornis (Emery, 1882)
- T. graecus (Forel, 1911)
- T. gredosi (Espadaler & Collingwood, 1982)
- T. grouvellei (Bondroit, 1918)
- T. gundlachi (Wheeler, W.M., 1913)
- T. hadrumetensis (Santschi, 1918)
- T. haira (Terayama & Onoyama, 1999)
- T. hengshanensis (Huang, Chen & Zhou, 2004)
- T. hesperius (Santschi, 1909)
- T. himachalensis Bharti, Gul & Schulz, 2012
- T. hispaniolae (Baroni Urbani, 1978)
- T. hispidus (Cole, 1957)
- T. huatuo Terayama, 2009
- T. huehuetenangoi (Baroni Urbani, 1978)
- T. hyrcanus (Dubovikov & Radchenko, 2010)
- T. ibericus (Menozzi, 1922)
- T. imias (Fontenla Rizo, 1998)
- T. indra (Terayama & Onoyama, 1999)
- T. inermis (Forel, 1902)
- T. inquilinus Ward, Brady, Fisher & Schultz, 2014
- T. interruptus (Schenck, 1852)
- T. iranicus (Radchenko, 1994)
- T. iris (Roger, 1863)
- T. isabellae (Wheeler, W.M., 1908)
- T. italicus (Consani, 1952)
- T. ixili (Baroni Urbani, 1978)
- T. jailensis (Arnoldi, 1977)
- T. janushevi (Radchenko, 1994)
- T. josephi (Mackay, 2000)
- T. kashmirensis Bharti, Gul & Schulz, 2012
- T. kaszabi (Pisarski, 1969)
- T. kemali (Santschi, 1934)
- T. kinomurai (Terayama & Onoyama, 1999)
- T. kirghizicus (Tarbinsky, 1976)
- T. kiudiria (Espadaler, 1997)
- T. knipovitshi (Karavaiev, 1916)
- T. korbi (Emery, 1924)
- T. koreanus (Teranishi, 1940)
- T. kraussei (Emery, 1916)
- T. kubira (Terayama & Onoyama, 1999)
- T. kuixing Terayama, 2009
- T. kurilensis (Radchenko, 1994)
- T. kutteri (Cagniant, 1973)
- T. laciniatus (Stitz, 1917)
- T. laestrygon (Santschi, 1931)
- T. laetus (Wheeler, W.M., 1937)
- T. lagrecai (Baroni Urbani, 1964)
- T. laurae (Emery, 1884)
- T. leigong Terayama, 2009
- T. leimu Terayama, 2009
- T. leoni (Arnoldi, 1971)
- T. lereddei (Bernard, 1953)
- T. leucacanthus (Baroni Urbani, 1978)
- T. leviceps (Emery, 1898)
- T. leyeensis Zhou, Huang, Yu & Liu, 2010
- T. lichtensteini (Bondroit, 1918)
- T. liebi (Mackay, 2000)
- T. liviae (Agosti & Collingwood, 2011)
- T. longipilosus (Santschi, 1912)
- T. longispinosus (Roger, 1863)
- T. luteus (Forel, 1874)
- T. makora (Terayama & Onoyama, 1999)
- T. manni (Wheeler, W.M., 1914)
- T. maoerensis Zhou, Huang, Yu & Liu, 2010
- T. marocana (Santschi, 1909)
- T. mauritanicus (Santschi, 1909)
- T. maurus (Santschi, 1921)
- T. megalops (Hamann & Klemm, 1967)
- T. mekira Terayama & Kubota, 2011
- T. melas (Espadaler, Plateaux & Casevitz-Weulersse, 1984)
- T. melnikovi (Ruzsky, 1905)
- T. melleus (Forel, 1904)
- T. mexicanus (Mackay, 2000)
- T. microreticulatus Bharti, Gul & Schulz, 2012
- T. michali Radchenko, 2004
- T. mimeuri (Cagniant, 1997)
- T. minozzii (Santschi, 1922)
- T. minutissimus (Smith, M.R., 1942)
- T. mirabilis (Espadaler & Cagniant, 1996)
- T. miserabilis (Santschi, 1918)
- T. mongolicus (Pisarski, 1969)
- T. monjauzei (Cagniant, 1968)
- T. mortoni (Aguayo, 1937)
- T. muellerianus (Finzi, 1922)
- T. myersi (Wheeler, W.M., 1931)
- T. nadigi (Kutter, 1925)
- T. naeviventris (Santschi, 1910)
- T. nassonovi (Ruzsky, 1895)
- T. neminan (Espadaler, 1997)
- T. neomexicanus (Wheeler, W.M., 1903)
- T. nevadensis (Wheeler, W.M., 1903)
- T. niger (Forel, 1894)
- T. nigricans (Baroni Urbani, 1978)
- T. nigriceps

Rotsslankmier (Mayr, 1855)
- T. nigritus (Emery, 1878)
- T. nipensis (Fontenla Rizo, 1998)
- T. nitens (Emery, 1895)
- T. nordmeyeri (Schulz, 1997)
- T. normandi (Santschi, 1912)
- T. nylanderi

Bosslankmier (Foerster, 1850)
- T. obliquicanthus (Cole, 1953)
- T. obscurior (Dalla Torre, 1893)
- T. obturator (Wheeler, W.M., 1903)
- T. ocarinae (Baroni Urbani, 1978)
- T. opaciabdomin (Chang & He, 2001)
- T. oraniensis (Forel, 1894)
- T. orchidus Zhou, Huang, Yu & Liu, 2010
- T. oxianus (Ruzsky, 1905)
- T. oxynodis (Mackay, 2000)
- T. palustris (Deyrup & Cover, 2004)
- T. pallidipes (Santschi, 1910)
- T. pallidus (Collingwood, 1961)
- T. pamiricus (Ruzsky, 1902)
- T. pan (Santschi, 1936)
- T. pardoi (Tinaut, 1987)
- T. parvulus (Schenck, 1852)
- T. pastinifer (Emery, 1894)
- T. pelagosanus (Müller, 1923)
- T. peninsularis (Wheeler, W.M., 1934)
- T. pergandei (Emery, 1895)
- T. personatus (Cagniant, 1987)
- T. peyerimhoffi (Santschi, 1929)
- T. pisarskii Radchenko, 2004
- T. platycephalus (Espadaler, 1997)
- T. platycnemis (Wheeler, W.M., 1937)
- T. poeyi (Wheeler, W.M., 1913)
- T. politus (Smith, M.R., 1939)
- T. porphyritis (Roger, 1863)
- T. productus (Santschi, 1918)
- T. pulchellus (Emery, 1894)
- T. punctaticeps (Mackay, 2000)
- T. punctatissimus (Mackay, 2000)
- T. punctithorax (Mackay, 2000)
- T. punicans (Roger, 1863)
- T. purpuratus (Roger, 1863)
- T. racovitzai (Bondroit, 1918)
- T. recedens (Nylander, 1856)
- T. reduncus (Wang & Wu, 1988)
- T. reticulatus (Chang & He, 2001)
- T. risii (Forel, 1892)
- T. rothneyi (Forel, 1902)
- T. rottenbergii (Emery, 1870)
- T. rudis (Wheeler, W.M., 1917)
- T. rugatulus (Emery, 1895)
- T. ruginosus Zhou, Huang, Yu & Liu, 2010
- T. rugithorax (Mackay, 2000)
- T. rugosus (Mackay, 2000)
- T. rugulosus (Mackay, 2000)
- T. salvini (Forel, 1899)
- T. sallei (Guérin-Méneville, 1852)
- T. santra (Terayama & Onoyama, 1999)
- T. santschii (Forel, 1905)
- T. sardous (Santschi, 1909)
- T. satunini (Ruzsky, 1902)
- T. saudiae (Collingwood & Agosti, 1996)
- T. saxatilis Schulz, Heinze & Pusch, 2007
- T. saxonicus (Seifert, 1995)
- T. schaufussi (Forel, 1879)
- T. schaumii (Roger, 1863)
- T. schmittii (Wheeler, W.M., 1903)
- T. schoedli Seifert, 2006
- T. schurri (Forel, 1902)
- T. schwarzi (Mann, 1920)
- T. semenovi (Ruzsky, 1903)
- T. semiruber (André, 1881)
- T. senectutis (Baroni Urbani, 1978)
- T. sentosus Ward, Brady, Fisher & Schultz, 2014
- T. serviculus (Ruzsky, 1902)
- T. sevanensis (Arnoldi, 1977)
- T. shannxiensis Zhou, Huang, Yu & Liu, 2010
- T. shelkovnikovi (Karavaiev, 1926)
- T. silvestrii (Santschi, 1911)
- T. simesno (Espadaler, 1997)
- T. singularis (Radchenko, 1994)
- T. skwarrae (Wheeler, W.M., 1931)
- T. smithi (Baroni Urbani, 1978)
- T. solerii (Menozzi, 1936)
- T. sordidulus (Müller, 1923)
- T. specularis (Emery, 1916)
- T. spinosior (Forel, 1901)
- T. spinosus (Forel, 1909)
- T. splendens (Wheeler, W.M., 1905)
- T. squamifer (Roger, 1863)
- T. steinbergi (Arnoldi, 1971)
- T. stenotyle (Cole, 1956)
- T. stollii (Forel, 1885)
- T. striatulus (Stitz, 1937)
- T. striatus Zhou, Huang, Yu & Liu, 2010
- T. subcingulatus (Emery, 1924)
- T. subditivus

Tropische slankmier (Wheeler, W.M., 1903)
- T. suberis (Forel, 1894)
- T. susamyri (Dlussky, 1965)
- T. taivanensis (Wheeler, W.M., 1929)
- T. tamarae (Radchenko, 1994)
- T. tarbinskii (Arnol'di, 1976)
- T. tauricus (Ruzsky, 1902)
- T. tebessae (Forel, 1890)
- T. tenuisculptus (Baroni Urbani, 1978)
- T. tenuispinus (Santschi, 1911)
- T. terricola (Mann, 1920)
- T. terrigena (Wheeler, W.M., 1903)
- T. tesquorum (Arnoldi, 1977)
- T. texanus (Wheeler, W.M., 1903)
- T. theryi (Santschi, 1921)
- T. tianpeng Terayama, 2009
- T. tianschanicus (Tarbinsky, 1976)
- T. torrei (Aguayo, 1931)
- T. totonicapani (Baroni Urbani, 1978)
- T. tramieri (Cagniant, 1983)
- T. tricarinatus (Emery, 1895)
- T. tricolor (Santschi, 1925)
- T. tristis (Bondroit, 1918)
- T. tuberum

Steenslankmier (Fabricius, 1775)
- T. turcicus (Santschi, 1934)
- T. turritellus (Espadaler, 1997)
- T. tuscaloosae (Wilson, 1951)
- T. tyndalei (Forel, 1909)
- T. unifasciatus

Zwartbandslankmier (Latreille, 1798)
- T. universitatis (Espadaler, 1997)
- T. usunkul (Ruzsky, 1924)
- T. versicolor (Roger, 1863)
- T. villarensis (Aguayo, 1931)
- T. violaceus (Mann, 1924)
- T. volgensis (Ruzsky, 1905)
- T. werneri (Radchenko, 1994)
- T. wheeleri (Mann, 1920)
- T. whitfordi (Mackay, 2000)
- T. wollastoni (Donisthorpe, 1940)
- T. wroughtonii (Forel, 1904)
- T. wui (Wheeler, W.M., 1929)
- T. xanthos Radchenko, 2004
- T. yanwan Terayama, 2009
- T. zabelini (Radchenko, 1989)
- T. zhejiangensis Zhou, Huang, Yu & Liu, 2010